# Robert Harris (biskup)
Robert Harris (ur. 26 września 1944 w Montrealu) – kanadyjski duchowny katolicki, biskup Saint John w latach 2007-2019.

## Życiorys
Święcenia kapłańskie otrzymał 24 maja 1969 i inkardynowany został do archidiecezji Montrealu. Przez cztery lata pracował jako wikariusz parafialny, a następnie rozpoczął studia licencjackie na Papieskim Uniwersytecie Gregoriańskim. Po uzyskaniu dyplomu w 1975 powrócił do Kanady i został wicekanclerzem kurii oraz adwokatem sądu kościelnego. W latach 1989–1990 był proboszczem parafii św. Łukasza w Montréalu, a następnie rozpoczął pracę w miejscowym seminarium, gdzie był duszpasterzem anglojęzycznych alumnów, a także przełożonym uczelni. W 2001 został wikariuszem biskupim dla anglojęzycznych wiernych archidiecezji.
26 października 2002 otrzymał nominację na biskupa pomocniczego diecezji Sault Sainte Marie ze stolicą tytularną Trofimiana. Sakry biskupiej udzielił mu 12 grudnia 2002 bp Jean-Louis Plouffe.
8 maja 2007 papież Benedykt XVI mianował go ordynariuszem Saint John w metropolii Moncton.
15 października 2019 przeszedł na emeryturę.